# Rotunda, Argeș
Rotunda este un sat în comuna Corbeni din județul Argeș, Muntenia, România. Acest sat cuprinde mai multe pensiuni, și învecinează la nord cu satul Bucșenești.